# 克萊鎮區 (愛荷華州格蘭迪縣)
克萊鎮區（英語：Clay Township）是位於美國愛荷華州格蘭迪縣的一個行政鎮區。

## 地方資料
根據2010年美國人口普查的數據，克萊鎮區的面積為93.17平方千米，當中陸地面積為93.15平方千米，而水域面積為0.02平方千米。當地共有人口1527人，而人口密度為每平方千米16.39人。